# كأس كوراتش لكرة السلة
كأس كوراتش لكرة السلة (بالإنجليزية: FIBA Korać Cup)‏ كانت مسابقة كرة سلة سنوية تأسست في سنة 1971. كان يتم تنظيمها من قبل الاتحاد الأوروبي لكرة السلة. توقفت في سنة 2002. يعتبر بالاكانسترو كانتو هو الأكثر فوزا بها وذلك برصيد 4 بطولات. تحمل الكأس اسم لاعب كرة السلة اليوغوسلافي راديفوي كوراتش.

## وصلات خارجية
- الموقع الرسمي